# Metrostation Anna Nagar East

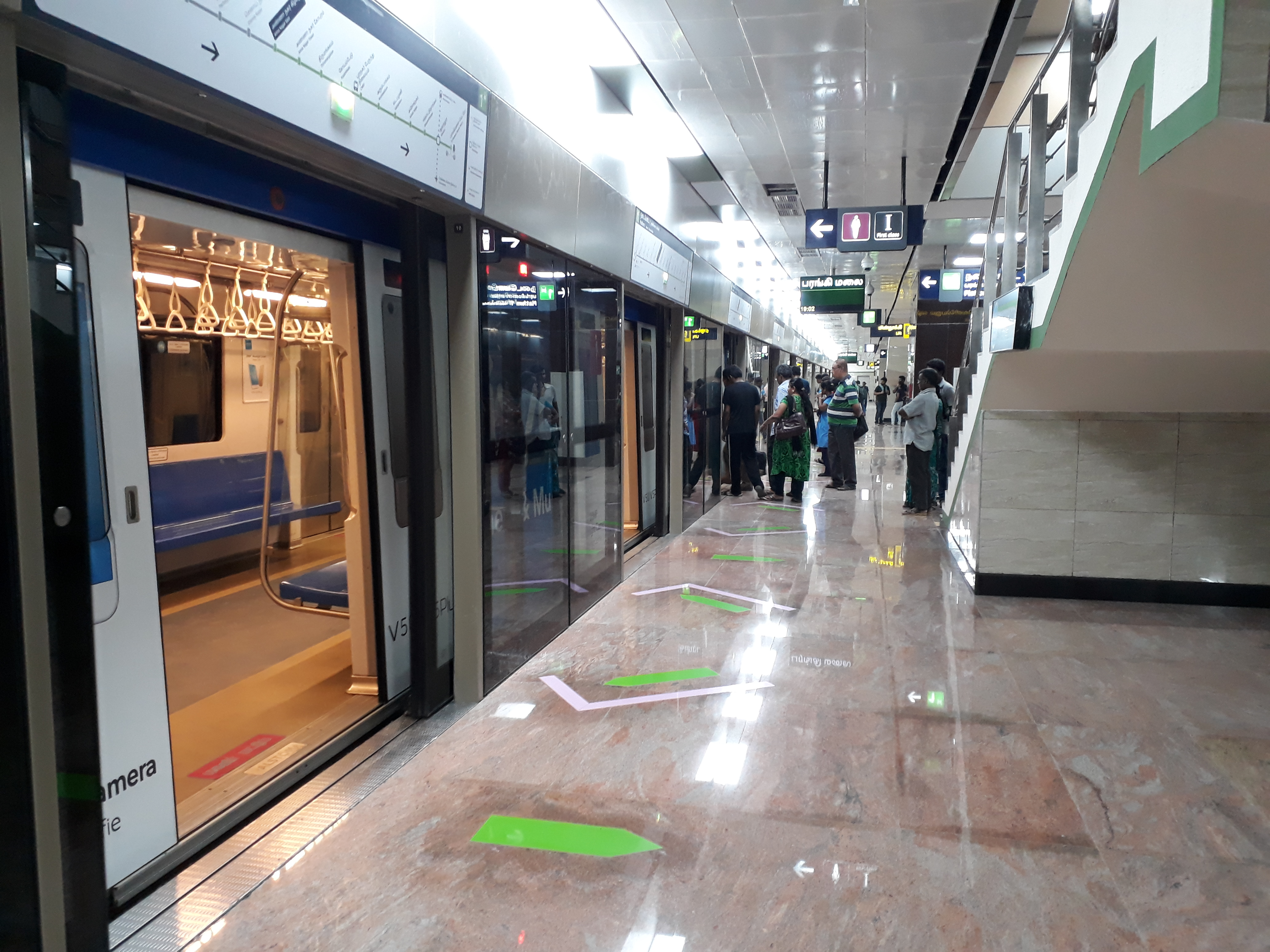
Bahnsteig

Die Metrostation Anna Nagar East (Tamil: அண்ணா நகர் கிழக்கு) ist ein unterirdischer U-Bahnhof der Metro Chennai. Er wird von der Grünen Linie bedient.
Die Metrostation Anna Nagar East befindet sich im Stadtteil Anna Nagar im Nordwesten Chennais ab der Kreuzung der Straßen 2nd Avenue und 3rd Avenue. Sie besitzt einen Mittelbahnsteig mit Bahnsteigtüren. Die Metrostation Anna Nagar East wurde am 14. Mai 2017 eröffnet.